# نوال 98
ألبوم نوال 98 هو أحد ألبومات الفنانة نوال الكويتية واحتوى على تسعة أغاني وقد صدر في عام 1998.

## قائمة الأغاني
1. «يا سيدهم»
2. «يا مصبر الموعود»
3. «تكفون خلوه»
4. «تضحك وأنا أبكي»
5. «نساني»
6. «لاشك ترضيني»
7. «حبك عادي»
8. «الحب الخالد»
9. «أنا المسؤول»